# Канополо
Канопо́ло (также Канупо́ло, англ. canoepolo, фр. kayakpolo, нем. kanupolo) — вид спорта, дисциплина гребли на байдарках и каноэ. Спортивная командная игра в мяч, участники которой передвигаются по полю в каяках. Цель игры — забить гол в ворота соперника. Поле для игры представляет собой ограниченную прямоугольную акваторию размером 35×23 м. Соревнования могут проходить как в закрытом помещении, так и в естественном водоеме, что делает игру ещё более увлекательной. Ворота размером 1×1,5 м располагаются над водой на уровне двух метров с помощью специальной конструкции.

## История кануполо
Первое упоминание о кануполо идёт из Англии. В 1880 году британцы скорее в шутку, чем всерьёз гоняют мяч большими вёслами стоя на плавающих бочках, украшенных под лошадей. Далее, несмотря на несерьёзность, эта игра набирает всё большую популярность и превращается в осознанное состязание. Мир подхватывает эту игру. Послевоенная Германия отнеслась к кануполо ответственно, создав Немецкую Федерацию Каноэ и издав правила новой игры. Играли уже на 4,5 метровых каяках на поле в 120*90 метров.
К концу 20-х годов этот спорт завоевывает сердца многих любителей активного отдыха уже не только в Германии, но и во Франции, где команды сократились до 4 человек, а поле уменьшилось в полтора раза. В 30-х годах шло непрерывное усовершенствование правил этой игры. А в 1935 году они были представлены широкой публике в журнале «La Riviere».
После Второй Мировой войны возникла другая версия кануполо, родившаяся в Австралии как независимое изобретение. Австралийцы использовали двухместные лодки, где носовой игрок контролировал мяч, а кормовой — управлял лодкой.
В 1971 году в Англии, стране прародительнице, проводится первый национальный чемпионат по кануполо в бассейне, который проводился по особым правилам, в которых ворота поднимались над водой на два метра, а игрокам разрешалось играть не только руками, но и веслами, также разрешались толчки в верхнюю часть туловища игрока владеющего мячом.
В дальнейшем на основе английской версии игры Международная Федерация Каноэ, систематизировала имеющиеся правила. И в 1987 году кануполо было представлено на мировом чемпионате спринта в Дуйсбурге, как самостоятельный вид спорта. Заключительная версия правил была издана в ИКФ в 1990 году.
Начиная с 1994 года, каждые два года проводится чемпионат мира по кануполо, собирающий с каждым новым годом все больше и больше людей.
Кануполо было «приглашённой звездой» летних Олимпийских игр в Лондоне 2012 года. Этот вид спорта дебютировал на Олимпийских играх, хоть и в качестве гостя. Четырнадцать лучших игроков Мира показали мастер-класс, что должно стать зелёным светом для прохода кануполо в Олимпийские виды спорта.
Наиболее сильные сборные команды на мировой арене это — Германия, Италия, Испания, Франция, Голландия, Дания, Великобритания. В этих же странах и самые сильные клубные команды.

## Кануполо в России

#### Внутрироссийское развитие
В Россию кануполо завезли спортсмены по водному туризму из Литвы в конце 80-х,[уточнить] ежегодно приезжавшие на туристический слёт «Вуокса» в пос. Лосево (Ленинградская область). На профессиональный уровень кануполо подняли спортсмены-слаломисты из спортклуба «Три стихии» (Москва).
До 2009 года в России в кануполо играли слаломисты, каякеры, байдарочники и любители из спортивных гребных клубов. Команды были в основном из Санкт-Петербурга и Москвы, но также образовывались команды и в Великом Новгороде, Ярославле, Зеленограде, Архангельске и Нижнем Новгороде. В 2009—2010 годах в Санкт-Петербурге и Великом Новгороде открылись первые детские спортивные секции по кануполо.
В ноябре 2012 комиссия Минспорта России приняла решение о признании кануполо дисциплиной вида спорта «гребля на байдарках и каноэ», что придало кануполо официальный статус в России.
По состоянию на 2023 год в кануполо играют в Москве, Санкт-Петербурге, Великом Новгороде, Ярославле, Зеленограде, Костроме, Волгограде, Хабаровске и Владивостоке.

#### Сборная команда страны
C 2007 года сборная команда России (мужская и женская), участвуют в международных соревнованиях, в чемпионатах Мира и Европы.
В 2011 году на чемпионате Европы в Мадриде дебютировала юниорская сборная России заняла 9 место. В период с 2011 по 2017 года все 3 сборные ежегодно принимали участие в Чемпионатах и Первенствах Мира и Европы. В 2013 году юношеская сборная заняла 5 месте в Первенстве Европы, что являлось высоким достижением. В Европе начали говорить о сильном прогрессе сборных нашей страны. В 2017 году юношеская сборная стала бронзовым призёром Первенства Европы. Затем произошло изменение поколений в сборных. Вся юношеская сборная перешла в мужскую, и сформировалась новая сборная до 21 года. После непростой 2-х летней паузы, связанной с коронавирусом, в 2021 году юношеская и мужская сборная приняли участие в Чемпионате и Первенстве Европы. Где уже мужская команда показала достойный результат, впервые вышла из группы и боролась в 8-ке сильнейших. И как итог — 7 место.
Итоги чемпионатов России и Кубков России среди мужских команд
| Год        | 1 место                           | 2 место                        | 3 место                         | Обладатель Кубка России     |
| ---------- | --------------------------------- | ------------------------------ | ------------------------------- | --------------------------- |
| 2003 Откр. | «Три Стихии» (Москва)             | «Каяк» (Борисов, Белоруссия)   | «Тритон» (Москва)               |                             |
| 2004       | «Агентство Венгерова»(Москва)     | «Три Стихии» (Москва)          | «Октопус» (Москва)              |                             |
| 2005       | «Бурная вода-2» (Санкт-Петербург) | «Три Стихии» (Москва)          | «Бурная вода» (Санкт-Петербург) |                             |
| 2006       | «Бурная вода» (Санкт-Петербург)   | «Три Стихии» (Москва)          | «Новгород» (Великий Новгород)   |                             |
| 2007       | «Бурная вода» (Санкт-Петербург)   | «Три Стихии» (Москва)          | «Агентство Венгерова» (Москва)  |                             |
| 2008       | «Бурная вода» (Санкт-Петербург)   | «Три Стихии» (Москва)          | «Новгород» (Великий Новгород)   |                             |
| 2009       | «Три Стихии» (Москва)             | «Агентство Венгерова» (Москва) | «ТС» (Москва)                   |                             |
| 2010       | «ТС» (Москва)                     | «Три Стихии» (Москва)          | «Бурная вода» (Санкт-Петербург) | «ТС» (Москва)               |
| 2011       | «Форсаж» (Великий Новгород)       | «Три Стихии» (Москва)          | «9 Вал» (Санкт-Петербург)       | «Форсаж» (Великий Новгород) |
| 2012       | «9 Вал» (Санкт-Петербург)         | «Форсаж» (Великий Новгород)    | «Агентство Венгерова» (Москва)  | «Три Стихии» (Москва)       |
| 2013       | «Форсаж» (Великий Новгород)       | «9 Вал» (Санкт-Петербург)      | «Три Стихии» (Москва)           | «Форсаж» (Великий Новгород) |
| 2014       | «Форсаж» (Великий Новгород)       | «9 Вал» (Санкт-Петербург)      | «Три Стихии» (Москва)           | «Форсаж» (Великий Новгород) |
| 2015       | «Форсаж» (Великий Новгород)       | «9 Вал» (Санкт-Петербург)      | «Каякер» (Санкт-Петербург)      | «9 Вал» (Санкт-Петербург)   |
| 2016       | «Форсаж» (Великий Новгород)       | «9 Вал» (Санкт-Петербург)      | «Каякер» (Санкт-Петербург)      | «9 Вал» (Санкт-Петербург)   |
| 2017       | «Форсаж» (Великий Новгород)       | «9 Вал» (Санкт-Петербург)      | «Три Стихии» (Москва)           | «9 Вал» (Санкт-Петербург)   |
| 2018       | «9 Вал» (Санкт-Петербург)         | «Форсаж» (Великий Новгород)    | «9 Вал-2» (Санкт-Петербург)     | «Форсаж» (Великий Новгород) |
| 2019       | «9 Вал» (Санкт-Петербург)         | «Форсаж» (Великий Новгород)    | «Рассвет» (Ярославль)           | «9 Вал» (Санкт-Петербург)   |
| 2020       | «ССПБ1» (Санкт-Петербург)         | «Форсаж» (Великий Новгород)    | «Три Стихии» (Москва)           | «Форсаж» (Великий Новгород) |
| 2021       | «ССПБ1» (Санкт-Петербург)         | «Форсаж» (Великий Новгород)    | «Свежесть» (Москва)             | «ССПБ1» (Санкт-Петербург)   |
| 2022       | «ССПБ1» (Санкт-Петербург)         | «Форсаж» (Великий Новгород)    | «ССПБ2» (Санкт-Петербург)       | «ССПБ1» (Санкт-Петербург)   |
| 2023       | «ССПБ1» (Санкт-Петербург)         | «Форсаж» (Великий Новгород)    | «ССПБ2» (Санкт-Петербург)       | «Форсаж» (Великий Новгород) |
| 2024       | «Форсаж» (Великий Новгород)       | «ССПБ1» (Санкт-Петербург)      | «ССПБ2» (Санкт-Петербург)       | «ССПБ1» (Санкт-Петербург)   |

## Снаряжение
В кануполо играют на каяках длиной не более 3100 мм, включая внешние бамперы, и шириной не более 600 мм. Изготавливаются они из пластика или композиционных материалов (углепластик/карбон, кевлар, карбон-кевлар, стеклоткань). Вес каяка должен составлять не менее 7 кг. В целях безопасности конструкция каяка должна исключать присутствие острых выступов, а все детали сборки на корпусе заглубляются. Бамперы изготавливаются из резины или пены толщиной не менее 3 см, и должны быть крепко зафиксированы на носу и корме каяка.
Шлем (каска) должен быть безопасным и удобным. Он должен защищать от любого возможного удара во время игры и должен закрывать голову от челюсти до затылка так, чтобы нельзя было нанести удар по голове горизонтально направленной лопастью весла.
Весло двухлопастное, его длина не имеет значения. Весло не должно иметь острых граней или краев и других опасных частей. Изготавливаются они из композиционных материалов (углепластик/карбон, карбон-кевлар)
Забрало должно быть из прочного материала (типа стали или любого подобного материала). В любой части забрала предмет размером 7 см х 7 см х 7 см не должен проникать через него. Забрало должно быть надежно установлено на каске без острых или опасных креплений и само не должно иметь никаких острых или опасных частей. Оно должно защищать от любого возможного удара во время игры. Забрало должно закрывать все лицо игрока, начиная от уровня подбородка и защищая височную часть.
Жилет должен закрывать тело на 10 см ниже кокпита при посадке игрока. Его толщина — не менее 15 см. Жилет не должен мешать движениям, а также сдавливать корпус.

## Итоги чемпионатов мира
| Год  | Страна проведения | Мужчины        | Мужчины        | Мужчины        | Женщины        | Женщины        | Женщины    |
| Год  | Страна проведения | 1 место        | 2 место        | 3 место        | 1 место        | 2 место        | 3 место    |
| ---- | ----------------- | -------------- | -------------- | -------------- | -------------- | -------------- | ---------- |
| 1994 | Великобритания    | Австралия      | Германия       | Великобритания | Австралия      | Великобритания | Франция    |
| 1996 | Австралия         | Австралия      | Италия         | Германия       | Великобритания | Австралия      | Германия   |
| 1998 | Португалия        | Австралия      | Великобритания | Италия         | Австралия      | Великобритания | Франция    |
| 2000 | Бразилия          | Великобритания | Нидерланды     | Германия       | Германия       | Великобритания | Франция    |
| 2002 | Германия          | Великобритания | Нидерланды     | Германия       | Германия       | Франция        | Австралия  |
| 2004 | Япония            | Нидерланды     | Германия       | Великобритания | Великобритания | Германия       | Франция    |
| 2006 | Нидерланды        | Франция        | Италия         | Нидерланды     | Германия       | Новая Зеландия | Нидерланды |
| 2008 | Канада            | Нидерланды     | Франция        | Италия         | Великобритания | Германия       | Франция    |
| 2010 | Италия            | Франция        | Германия       | Италия         | Великобритания | Германия       | Франция    |
| 2012 | Польша            | Нидерланды     | Германия       | Франция        | Германия       | Великобритания | Австралия  |
| 2014 | Франция           | Франция        | Германия       | Испания        | Германия       | Великобритания | Франция    |
| 2016 | Италия            | Италия         | Франция        | Испания        | Новая Зеландия | Германия       | Франция    |
| 2018 | Канада            | Германия       | Италия         | Испания        | Германия       | Великобритания | Италия     |
| 2022 | Франция           | Германия       | Испания        | Италия         | Германия       | Франция        | Италия     |

## Правила
Действующая версия правил была издана Международной федерацией каноэ (МФК, ICF) в 1990 году. Согласно им, команда состоит из 8 игроков, на поле размером 35 на 23 метра выходят 5, трое — запасные. Ворота висят на высоте 2 метра. Замены не ограничены. Игра состоит из двух таймов по 10 минут. Если игра — финальная, влияющая на распределение мест, то при ничьей назначается дополнительное время до первого гола.